# Американская горихвостка
Американская горихвостка, или сетофага (лат. Setophaga ruticilla) — насекомоядная птица семейства древесницевых.

## Описание
Американская горихвостка достигает в длину 12 см и весит 8,5 г. У самца чёрное оперение с отметинами ярко-оранжевого цвета на крыльях, хвосте, по бокам и белое брюхо. У самки серо-зелёная спина, серая голова, белое брюхо, жёлтые отметины на крыльях, хвосте и по бокам.

## Распространение
Американская горихвостка гнездится в Канаде и на востоке США. Зимует в Центральной Америке, Вест-Индии и на севере Южной Америки. Обитает в светлых лиственных лесах. Изредка залетает в Западную Европу.

## Поведение
Американская горихвостка — это яркая птица, которая сильно бьёт крыльями и хвостом, чтобы вспугнуть насекомых с листьев. Она ловит свою добычу в основном в полёте, склёвывает её, однако, и с листьев или коры дерева. Иногда питание дополняется ягодами.

## Размножение
Самка строит чашеобразное гнездо из растительного материала, шерсти животных и паутины на дереве или кусте и откладывает от двух до пяти яиц. Самец полигамный и спаривается со второй самкой в то время, пока первая самка начинает высиживание. Тем не менее, самец помогает в выкармливании птенцов. В отличие от большинства полигамных птиц самец помечает и защищает два разделенных друг от друга участка.